# Clube Atlético Pimentense
O Clube Atlético Pimentense (acrónimo: CAP) é um clube futebolístico brasileiro sediado na cidade de Pimenta Bueno, no estado de Rondônia. Seu maior feito foi ter sido vice-campeão estadual em 2013.

## História

### Fundação e primeiras competições profissionais (1987, 1993–94)
O clube foi fundado no dia 8 de março de 1987, com o nome em referência ao município onde é sediado. O primeiro escudo foi desenhado pelo paranaense Carlos Roberto de Oliveira em homenagem ao Athletico Paranaense, já que Pimenta Bueno tem uma grande colônia de pessoas nascidas no Paraná; mas de acordo com o próprio, é apenas uma mera semelhança, explicando:
Na época o Cruzeiro-RO modificou o escudo do time para ficar igual ao do Cruzeiro de Minas Gerais, na tentativa de chamar atenção dos patrocinadores. A antiga diretoria do CAP tentou a mesma coisa e também não deu certo.
Começou a disputar o Campeonato Rondoniense em 1993, onde foi colocado no "Grupo Central". Na primeira fase, enfrentou o Ji-Paraná (1–2 e 1–1), Grêmio (4–1 e 0–0) e Cacoal (0–0 e 2–3), terminando com 2 vitórias, empates e derrotas, sem avançar de fase. Na segunda fase, enfrentou novamente o Jipa (1–0 e 0–1), Caçulinha (0–0 e 1–2) e Cacoal (3–1 e 1–0), avançando às semifinais (Grupo Principal). No Grupo Principal, enfrentou a SE Ariquemes (0–0 e 0–2), Ouro Preto (0–2 e 3–2), Vilhena (3–0 e 2–0), Grêmio (1–1 e 6–3), não avançando à final, mas terminando na 4.ª colocação no campeonato. Em 1994, avançou até a fase final, onde enfrentou a SE Ariquemes (0–1 e 0–6), Ji-Paraná (0–0 e 0–3) e Flamengo-RO (0–0 e 0–3), terminando novamente na 4.ª colocação. Depois disso, licenciou-se das competições profissionais.

### Retorno às competições profissionais e campanhas pífias (2004–2011)
Retornou apenas em 2004, sendo eliminado na primeira fase com 3 empates e derrotas no Grupo B. Entre 2005–08, foi eliminado precocemente na primeira fase na penúltima colocação. Em 2009, depois de 3 derrotas seguidas frente o Espigão (8–1), Ariquemes (2–1) e Vilhena (13–0), foi chamado de "pior time do Brasil", chegando à ser comparado com o Íbis, embora o presidente na época evitava qualquer comparação, afirmando que o trabalho no clube era sério. Posteriormente, o clube foi rebaixado à segunda divisão estadual pela primeira vez na história. Com o cancelamento da segunda divisão, retornou em 2011, não conquistando o acesso, ficando na última colocação perdendo todas as 6 partidas.

### Ascensão no cenário estadual (2012–15)

#### Primeiro título da segunda divisão e campeão amador (2012)
Em 2012, disputou novamente a segunda divisão, dessa vez apenas contra o Santos Porto Velho em partidas de ida e volta. No primeiro jogo, aos 38 minutos do primeiro tempo, Geilson recebeu a bola na primeira área, abrindo o placar para o Tornado. No segundo tempo, o Santos virou o placar com Victor Hugo e Rafael Pato, mas aos 48 minutos, Fernandinho empatou o placar, garantindo o empate por 2–2. No segundo jogo, no início do segundo tempo, Dudu abriu o placar, e alguns minutos depois, marcou o segundo. Nos acréscimos, Jair marcou o último gol da partida, terminando no placar de 3–0, garantindo o título inédito. No mesmo ano, também sagrou-se campeão estadual amador em cima do Apurinã pelo placar agregado de 2–1. Com as conquistas, ganhou popularidade no município, aumentando a venda das camisas do clube.

#### Campanhas históricas no estadual e licenciamento (2013–15)
No ano de 2013 voltou à disputar o campeonato Rondoniense na 1ª divisão onde após uma belíssima primeira fase com a melhor campanha do estadual. chegou à final com o VEC onde perdeu a partida de ida e ganhou a partida de volta, porém pelo saldo de gols ficou com a segunda colocação do campeonato estadual de 2013.
O ano de 2014 começou com uma alta possibilidade de não disputar o campeonato estadual, devido à crise financeira e falta de patrocínio, com o único jeito de disputar caso tivesse apoio da prefeitura, de acordo com o presidente Marcos Antônio Lenzi; mesmo assim, confirmou sua participação. Com o objetivo de conquistar o título, o Pimentense iniciou com uma derrota frente o União Cacoalense (1–2), mas logo venceu o Ji-Paraná (2–0). Se classificou às semifinais após vencer o Ariquemes por 2–0, na 13.ª rodada. Nas semifinais, enfrentou novamente o Ariquemes, mas diferente da edição anterior, não avançou à final, pois mesmo com a vitória por 1–0 no segundo jogo, havia perdido por 5–2 no primeiro. No mesmo ano, o clube foi vice-campeão estadual Sub-20, após perder para o Vilhena (2–0) na final.
Em 2015, o clube anunciou sua desistência do campeonato estadual, devido sua dívida de R$ 87 000 com os jogadores do mesmo município, comissão técnica e presidente, que tirou dinheiro de sua empresa particular para injetar no clube.

### Atualmente (2019–)
Em 2020, iria participar da Primeira Divisão, após o cancelamento da Segunda Divisão em 2019, os clube que se inscreveram na competição, incluindo Guajará EC e Barcelona-RO que haviam sido rebaixados da Primeira Divisão de 2019, puderam se inscrever no Campeonato Rondoniense de Futebol de 2020. E por questão financeira devido a Pandemia de COVID-19 a equipe desiste desiste de disputar o Campeonato Rondoniense junto com o Vilhenense.

## Títulos
| ESTADUAIS | ESTADUAIS                           | ESTADUAIS | ESTADUAIS   |
|           | Competição                          | Títulos   | Temporadas  |
| --------- | ----------------------------------- | --------- | ----------- |
|           | Campeonato Rondoniense - 2ª Divisão | 2         | 2012 e 2021 |

### Outras conquistas
- Campeonato Rondoniense Amador: 2012

## Estatísticas

### Participações
|  | Participações em 2023 |

| Competição | Competição             | Temporadas | Melhor campanha       | Anos                                        | P | R |
| Rondônia   | Campeonato Rondoniense | 11         | Vice-campeão (2013)   | 1993-1994, 2004-2009, 2013-2014, 2020, 2022 |   | – |
| Rondônia   | Segunda Divisão        | 4          | Campeão (2012 e 2021) | 2011-2012, 2021, 2023-                      | 2 |   |